# Canton de Wingles
Le canton de Wingles est une circonscription électorale française située dans le département du Pas-de-Calais et la région Hauts-de-France.

## Géographie

Le canton de Wingles avant la modification de 2015 dans l'arrondissement de Lens

Ce canton est organisé autour de Wingles dans l'arrondissement de Lens. Son altitude varie de 14 m (Wingles) à 66 m (Vendin-le-Vieil) pour une altitude moyenne de 35 m.

## Histoire
Le canton est créé en 1985 par scission du Canton de Lens-Nord-Ouest.
À la suite du redécoupage cantonal de 2014, les limites territoriales du canton sont remaniées. Le nombre de communes du canton passe de 5 à 9.

## Représentation

### Représentation avant 2015
| Période                                  | Période | Identité       | Étiquette | Qualité |
| ---------------------------------------- | ------- | -------------- | --------- | --- |
| Les données manquantes sont à compléter. |         |                |           | |
| 1985                                     | 2001    | Marcel Cabiddu | PS        | Rédacteur territorial Maire de Wingles (1983 → 2004) Député du Pas-de-Calais (1997 → 2004) Vice-Président du Conseil Général (1994 → 2001) Ancien conseiller général du Canton de Lens-Nord-Ouest (1982-1985) |
| 2001                                     | 2015    | Didier Hiel    | PS        | Enseignant Maire de Vendin-le-Vieil (1989 → 2020) |

### Représentation à partir de 2015
| Période élective | Période élective | Mandat    | Mandat    | Identité           | Nuance | Nuance | Qualité                                                |
| ---------------- | ---------------- | --------- | --------- | ------------------ | ------ | ------ | ------------------------------------------------------ |
| 2015             | 2021             | 2015      | juin 2021 | Daisy Duveau       |        | RN     | Coiffeuse Conseillère municipale de Grenay             |
| 2015             | 2021             | 2015      | juin 2021 | Antoine Ibba       |        | RN     | Retraité Conseiller municipal de Grenay                |
| juin 2021        | 2028             | 2021      | 2027      | André Kuchcinski   |        | PS     | Retraité de l'Éducation nationale Maire de Hulluch     |
| juin 2021        | 2028             | juin 2021 | 2027      | Laurence Louchaert |        | PCF    | Fonctionnaire territoriale Adjointe au Maire de Grenay |

### Résultats détaillés

#### Élections de mars 2015
À l'issue du 1er tour des élections départementales de 2015, deux binômes sont en ballottage : Daisy Duveau et Antoine Ibba (FN, 45,09 %) et Manuella Cavaco et Didier Hiel (PS, 24,81 %). Le taux de participation est de 48,72 % (15 337 votants sur 31 480 inscrits) contre 51,81 % au niveau départemental et 50,17 % au niveau national.
Au second tour, Daisy Duveau et Antoine Ibba (FN) sont élus avec 52,21 % des suffrages exprimés et un taux de participation de 49,15 % (7 516 voix pour 15 471 votants et 31 480 inscrits).

#### Élections de juin 2021
Le premier tour des élections départementales de 2021 est marqué par un très faible taux de participation (33,26 % au niveau national). Dans le canton de Wingles, ce taux de participation est de 30,48 % (9 739 votants sur 31 957 inscrits) contre 35,19 % au niveau départemental. À l'issue de ce premier tour, deux binômes sont en ballottage : André Kuchcinski et Laurence Louchaert (DVG, 60,99 %) et Daisy Duveau et Antoine Ibba (RN, 39,01 %).
Le second tour des élections est marqué une nouvelle fois par une abstention massive équivalente au premier tour. Les taux de participation sont de 34,36 % au niveau national, 34,96 % dans le département et 30,29 % dans le canton de Wingles. André Kuchcinski et Laurence Louchaert (DVG) sont élus avec 61,37 % des suffrages exprimés (5 677 voix pour 9 670 votants et 31 921 inscrits),,. 

## Composition

### Composition avant 2015
Le canton de Wingles regroupait cinq communes.
| Nom                 | Code Insee | Codepostal | Superficie (km2) | Population (dernière pop. légale) | Densité (hab./km2) |
| ------------------- | ---------- | ---------- | ---------------- | --------------------------------- | ------------------ |
| Wingles (chef-lieu) | 62895      | 62410      | 5,93             | 8 263 (2012)                      | 1 393              |
| Bénifontaine        | 62107      | 62410      | 4,24             | 358 (2012)                        | 84                 |
| Hulluch             | 62464      | 62410      | 5,74             | 3 028 (2012)                      | 528                |
| Meurchin            | 62573      | 62410      | 4,64             | 3 761 (2012)                      | 811                |
| Vendin-le-Vieil     | 62842      | 62880      | 10,67            | 7 787 (2012)                      | 730                |

### Composition depuis 2015
Le nouveau canton de Wingles comprend 9 communes entières.
| Nom                             | Code Insee | Intercommunalité  | Superficie (km2) | Population (dernière pop. légale) | Densité (hab./km2) | Modifier                                    |
| ------------------------------- | ---------- | ----------------- | ---------------- | --------------------------------- | ------------------ | ------------------------------------------- |
| Wingles (bureau centralisateur) | 62895      | CA de Lens-Liévin | 5,93             | 8 734 (2022)                      | 1 473              | modifier les données · modifier les données |
| Bénifontaine                    | 62107      | CA de Lens-Liévin | 4,24             | 337 (2022)                        | 79                 | modifier les données · modifier les données |
| Estevelles                      | 62311      | CA de Lens-Liévin | 2,54             | 2 002 (2022)                      | 788                | modifier les données · modifier les données |
| Grenay                          | 62386      | CA de Lens-Liévin | 3,22             | 6 674 (2022)                      | 2 073              | modifier les données · modifier les données |
| Hulluch                         | 62464      | CA de Lens-Liévin | 5,74             | 3 377 (2022)                      | 588                | modifier les données · modifier les données |
| Loos-en-Gohelle                 | 62528      | CA de Lens-Liévin | 12,70            | 6 850 (2022)                      | 539                | modifier les données · modifier les données |
| Meurchin                        | 62573      | CA de Lens-Liévin | 4,64             | 3 715 (2022)                      | 801                | modifier les données · modifier les données |
| Pont-à-Vendin                   | 62666      | CA de Lens-Liévin | 2,01             | 3 099 (2022)                      | 1 542              | modifier les données · modifier les données |
| Vendin-le-Vieil                 | 62842      | CA de Lens-Liévin | 10,67            | 8 596 (2022)                      | 806                | modifier les données · modifier les données |
| Canton de Wingles               | 6239       |                   | 51,69            | 43 384 (2022)                     | 839                | modifier les données                        |

## Démographie

### Démographie avant 2015
| 1990   | 1999   | 2006   | 2011   | 2012   |
| ------ | ------ | ------ | ------ | ------ |
| 22 736 | 22 367 | 22 302 | 23 081 | 23 197 |

### Démographie depuis 2015
En 2022, le canton comptait 43 384 habitants, en évolution de −0,97 % par rapport à 2016 (Pas-de-Calais : −0,72 %, France hors Mayotte : +2,11 %).
| 2013   | 2018   | 2022   |
| ------ | ------ | ------ |
| 42 200 | 43 760 | 43 384 |